# آیران‌جی‌لار (بتلیس)
آیران‌جی‌لار {{ترکی|Ayrancılar) (به کردی: Miryanis) یک منطقهٔ مسکونی در ترکیه است که در بیتلیس واقع شده‌است.